# Psychédélices
Psychédélices è il terzo album di inediti della cantante pop francese Alizée.
L'album è stato pubblicato tra la fine del 2007 e i primi mesi del 2008 in varie nazioni mondiali dall'etichetta discografica RCA, anticipato dal primo singolo, Mademoiselle Juliette, trasmesso in radio a partire dall'ultima settimana di settembre.
Per la produzione di quest'album Alizée ha abbandonato la storica partnership con Mylène Farmer per collaborare con Bertrand Burgalat, Daniel Darc, Oxmo Puccino, Jean Fauque e suo marito Jérémy Chatelain.

## Singoli estratti
Il primo singolo estratto, Mademoiselle Juliette, è stato presentato il 30 settembre 2007 in Francia e da quel giorno è stato diffuso in radio. Inizialmente era stato scelto come singolo di lancio la canzone Fifty-Sixty ma la scelta fu cambiata in seguito poiché la canzone era stata già diffusa su Internet. Quest'ultima è stata estratta come secondo singolo nel febbraio 2008.
In Messico l'album ha riscosso un inaspettato successo, tanto che è stata rilasciata, il 25 giugno 2008, un'edizione speciale del disco denominata Psychédélices - Mexican Tour Edition, contenente alcune bonus track, tra cui una cover della celebre La isla bonita di Madonna, e un DVD. Questa versione ha ricevuto il disco d'oro. In Messico, inoltre, sono stati diffusi nel corso del 2008 anche due singoli promozionali, il brano Lilly Town (presente tra le tracce dell'edizione originale dell'album) e la cover de La isla bonita.

## Tracce
Edizione standard
1. Mademoiselle Juliette – 3:02 (testo: Jean Fauque, Jérémy Chatelain – musica: Jérémy Chatelain)
2. Fifty-Sixty – 3:45 (testo: Jean Fauque, Jérémy Chatelain – musica: Jérémy Chatelain)
3. Mon Taxi Driver – 3:11 (testo: Jean Fauque – musica: Jérémy Chatelain)
4. Jamais plus – 3:28 (testo: Daniel Darc – musica: Frédéric Lo)
5. Psychédélices – 4:37 (testo: Jean Fauque – musica: Jérémy Chatelain)
6. Décollage – 3:52 (testo: Oxmo Puccino – musica: Jérémy Chatelain, Kore)
7. Par les paupièrer – 4:29 (testo: Oxmo Puccino – musica: Jérémy Chatelain, Nellson, Sylvain Carpentier)
8. Lilly Town – 3:57 (testo: Jean Fauque – musica: Jérémy Chatelain)
9. Lonely List – 3:55 (testo: Daniel Darc – musica: Frédéric Lo)
10. Idéaliser – 4:00 (testo: Jean Fauque, Jérémy Chatelain – musica: Jérémy Chatelain)
11. L'effet – 3:44 (testo: Jean Fauque – musica: Bertrand Burgalat)

Durata totale: 42:00
Mexican Tour Edition (CD)
1. La Isla Bonita – 3:43 (Madonna, Patrick Leonard, Bruce Gaitsch)
2. Fifty-Sixty (Rolf Honey Remix) – 3:28 (testo: Jean Fauque, Jérémy Chatelain – musica: Jérémy Chatelain)
3. Mademoiselle Juliette (Datsu Remix) – 3:28 (testo: Jean Fauque, Jérémy Chatelain – musica: Jérémy Chatelain)
4. Fifty-Sixty (Edana Remix) – 3:26 (testo: Jean Fauque, Jérémy Chatelain – musica: Jérémy Chatelain)
5. Mademoiselle Juliette (Bimbo Jones Remix) – 3:00 (testo: Jean Fauque, Jérémy Chatelain – musica: Jérémy Chatelain)

Mexican Tour Edition (DVD)
1. Mademoiselle Juliette (Video musicale) – 3:41
2. Fifty Sixty La Trilogie – 10:52 – tre video musicali: il video originale e tre remix video
3. Alizée en México – 6:37 – i primi quattro giorni di Alizée in Messico durante la sua prima visita promozionale nel marzo 2008

## Classifiche
| Paese             | Posizione massima |
| ----------------- | ----------------- |
| Messico           | 15                |
| Francia           | 16                |
| Belgio (Vallonia) | 50                |
| Svizzera          | 99                |

## Cronologia delle pubblicazioni
| Paese    | Data             | Etichetta discografica | Format            |
| -------- | ---------------- | ---------------------- | ----------------- |
| Francia  | 23 novembre 2007 | Sony BMG               | Download digitale |
| Messico  | 23 novembre 2007 | Sony BMG               | CD                |
| Francia  | 3 dicembre 2007  | Sony BMG               | CD                |
| Francia  | 3 dicembre 2007  | Sony BMG               | CD/DVD            |
| Francia  | 3 dicembre 2007  | Sony BMG               | Vinile            |
| Svizzera | 3 dicembre 2007  | Sony BMG               | CD                |
| Belgio   | 3 dicembre 2007  | Sony BMG               | CD                |
| Germania | 8 febbraio 2008  | Sony BMG               | CD                |
| Messico  | 25 giugno 2008   | Sony BMG               | CD/DVD            |